# Catedral de Kazan
La Catedral de Kazan (en rus Казанский кафедральный собор, o Kazanski Kafedralni Sobor), també coneguda com a catedral de la Mare de Déu de Kazan, és una catedral de l'Església ortodoxa russa situada a l'avinguda Nevski de Sant Petersburg. Es dedica a la Mare de Déu de Kazan, probablement la icona més venerada a Rússia.

## Història
Abans de la construcció de la catedral, l'església de la Nativitat de la Santíssima Verge Maria va albergar la icona de la Verge de Kazan com a precedent. L'edifici de pedra i d'arquitectura barroca es va aixecar a l'avinguda Nevski el 1733, sota la signatura de l'arquitecte Mikhail Zemtsov. En 1737 es va consagrar el temple amb la presència de l'emperadriu Ana de Rússia; un dia abans es va traslladar al lloc la imatge de la Verge. Aquesta icona era considerada un símbol patriòtic rus, ja que els generals ho portaven en els combats. Es va utilitzar en moltes crisis nacionals, inclosa la invasió de Napoleó. Els creients arribaven a atribuir les victòries a la Mare de Déu, que va ser anomenada «L'Alliberadora i Protectora de la Santa Mare Rússia».
L'església era preeminent dins de la ciutat i la pròpia familiar real russa: el 1773 va acollir les noces del llavors zarevitx Pau I de Rússia. També era un lloc comú de celebracions militars russes. A mitjan segle segle xviii es va plantejar formalitzar l'aspecte del temple, davant la necessitat que Sant Petersburg comptés amb un edifici que reflectís l'estatus de la capital imperial. En aquell moment es van plantejar diversos projectes, com el de l'arquitecte Semyon Volkov, que va dissenyar cinc cúpules i un nou campanar, però no es va arribar a implementar. A finals del segle, Giacomo Quarenghi i Nikolai Lvov van desenvolupar un altre projecte que tampoc va veure la llum. Un cop destruïda, de l'església en va quedar una placa de marbre on està tallada la corona imperial i una inscripció. Aquesta tauleta es troba actualment a la paret interior de la catedral, sota la icona de tots els sants.
Durant aquesta època, l'imperi rus va tenir diverses iniciatives al Mediterrani. D'aquesta manera, Pau I, que seria el promotor de la nova catedral de Kazan, va ser triat Gran Mestre de l'Orde de Malta dels Cavallers de Sant Joan, que havia estat expulsada de Malta per Napoleó en 1798. La idea de Pau d'un acostament  podria haver influenciat en el disseny de la catedral, ja que està freqüentment decorada amb la creu de Malta.
El temple va ser construït entre 1801 i 1811 per l'arquitecte Andrei Voronijin i és notable, sobretot, per una gran columnata de 96 columnes. Va ser construïda on hi havia hagut l'antiga església de pedra per guardar la icona antiga de la Mare de Déu de Kazán, a la qual es deu el seu nom.
El 1800 l'emperador Pau I de Rússia va ordenar construir la catedral segons el model de la basílica de Sant Pere de Roma. La construcció de la catedral va durar 10 anys i va ser planejada en planta de creu llatina, al contrari que la majoria de temples ortodoxos, que tenen planta de creu grega, com la catedral de Crist Salvador de Moscou. Alguns historiadors de l'art afirmen que l'emperador Pau (que va regnar entre 1796 i 1801) tenia la intenció de construir una església similar a l'església a l'altra banda de Nevsky Prospect que reflectiria la Catedral de Kazan, però aquests plans no es van materialitzar. Tot i que l'Església Ortodoxa Russa desaprovava fermament els plans de crear una rèplica d'una basílica catòlica a la capital de Rússia, uns quants cortesans van donar suport al disseny d'estil Imperi de Voronikhin.
Una de les curiositats d'aquesta catedral és que l'altar és a l'ala est del temple, mentre que la sortida principal i la façana se situen a l'oest. Per tant, la famosa façana de columnates que donen a l'avinguda Nevski, no és la façana principal de la catedral, sinó que és en realitat una de les façanes laterals. Les ales de la columnata formen la plaça davant de la catedral.

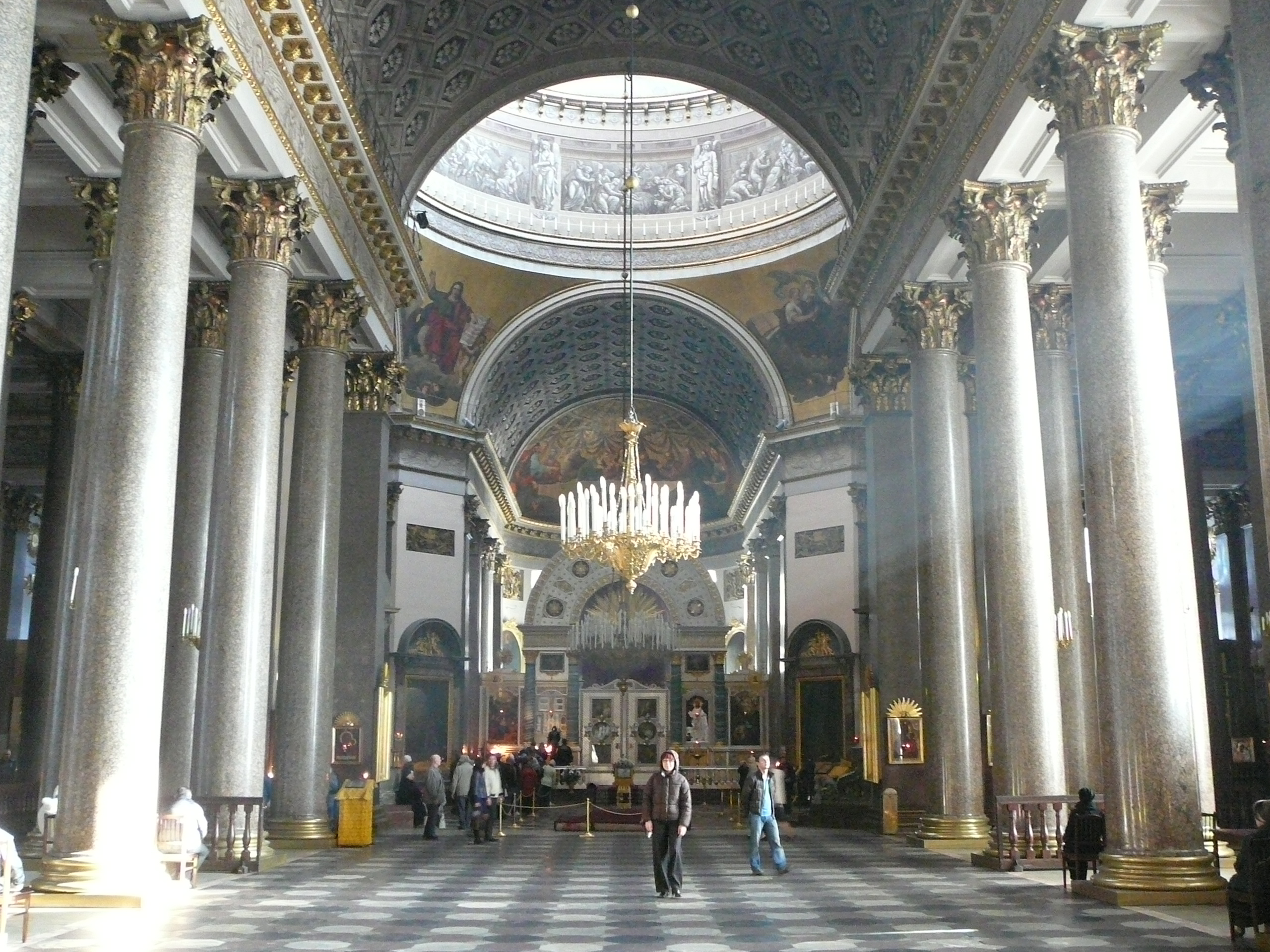
Vista interior

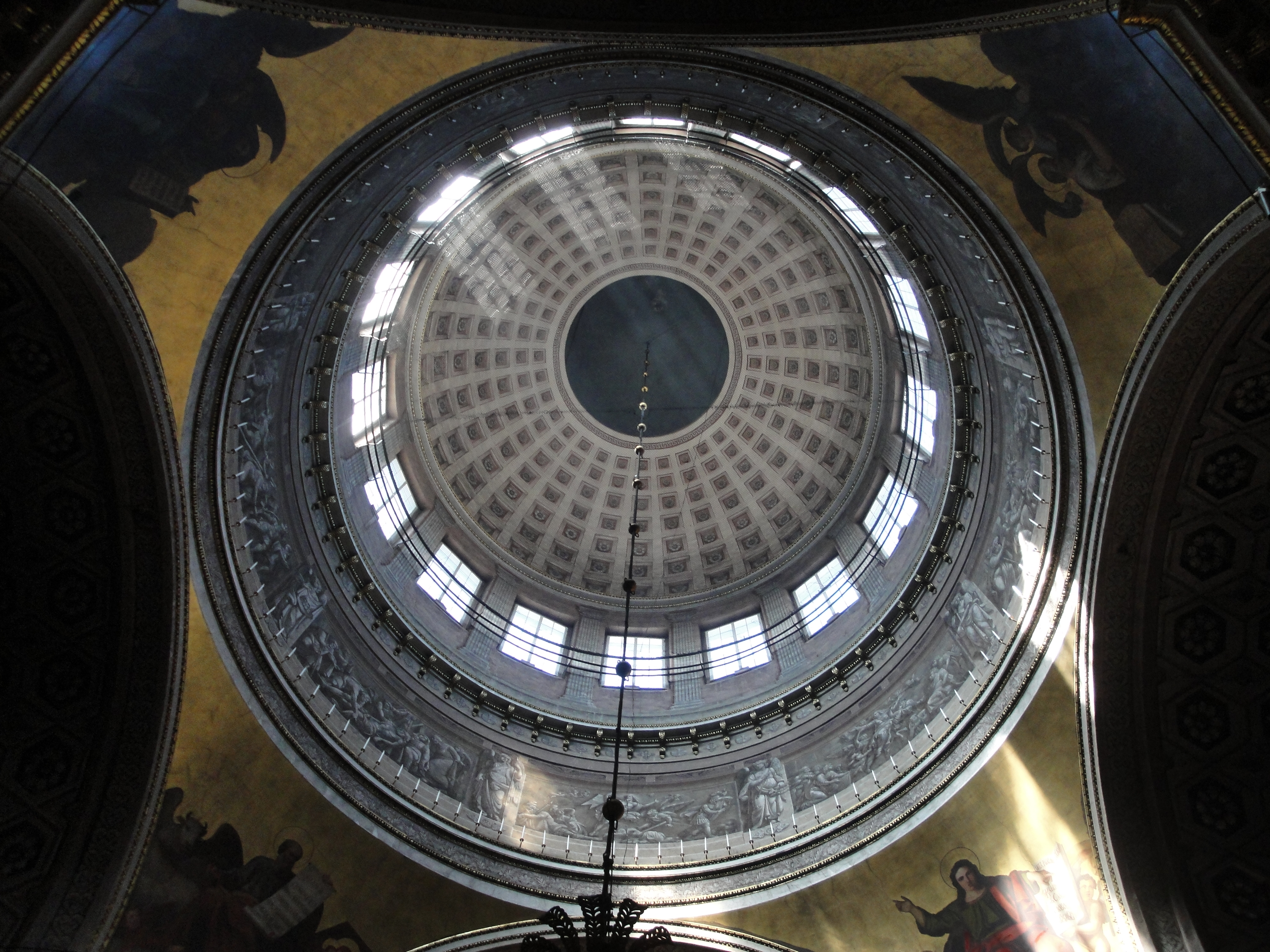
Vista interior de la cúpula

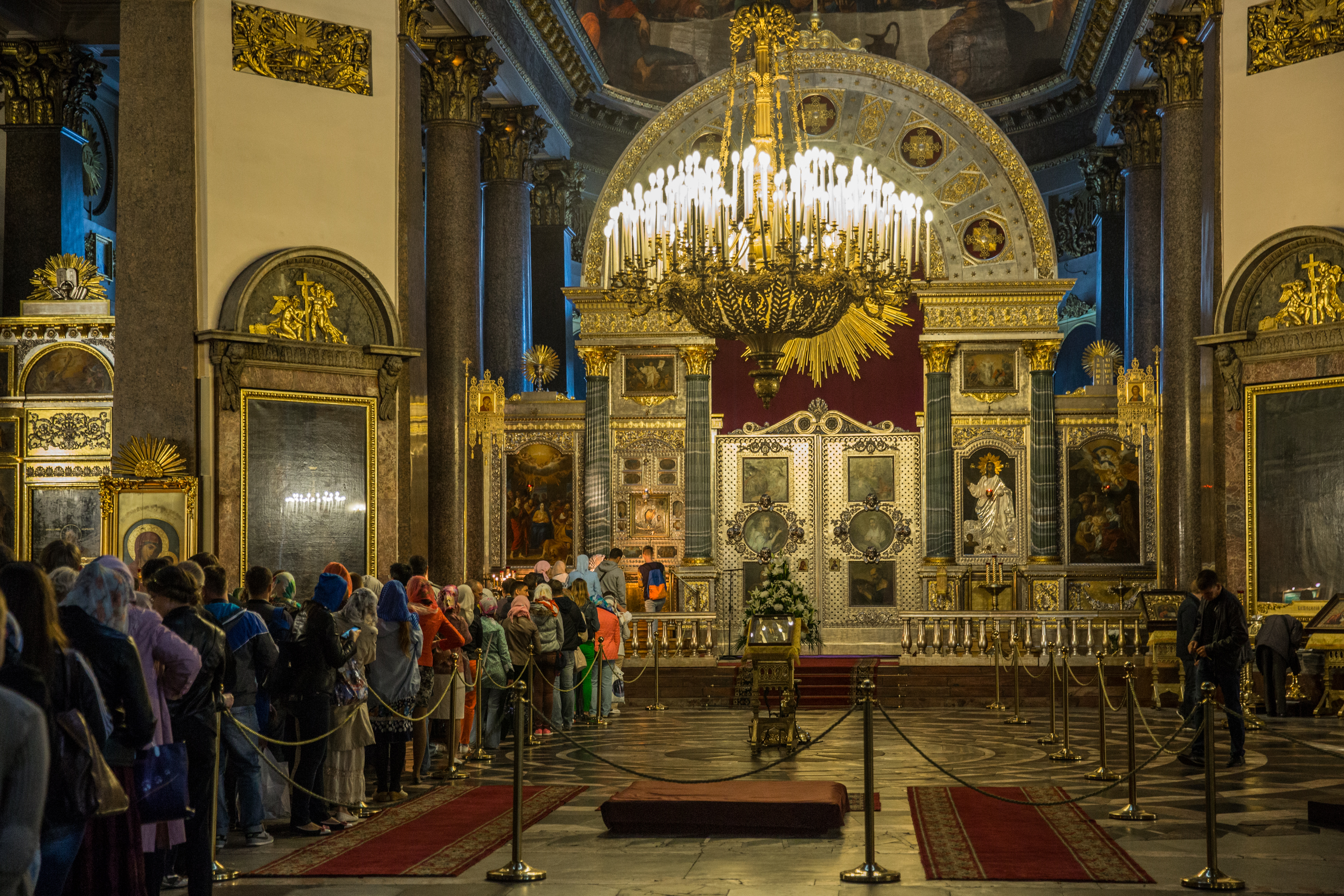
Interior, persones a l'iconòstasi

La catedral de Kazan va ser percebuda pels seus contemporanis com un monument a les victòries militars dels russos a la guerra contra Napoleó. El 1812 aquí van ser enviades banderes dels exèrcits derrotats de Napoleó. A més, a la catedral està enterrat el mariscal de camp Mikhaïl Kutúzov i Aleksandr Puixkin va escriure línies cèlebres meditant sobre el seu sepulcre. El 1815, l'exèrcit rus victoriós va portar des d'Europa les claus de disset ciutats i vuit fortaleses i les va col·locar a la sagristia de la catedral. El 1837, Boris Orlovsky va dissenyar dues estàtues de bronze de Kutúzov i de Barclay de Tolly que es troben davant de la catedral.

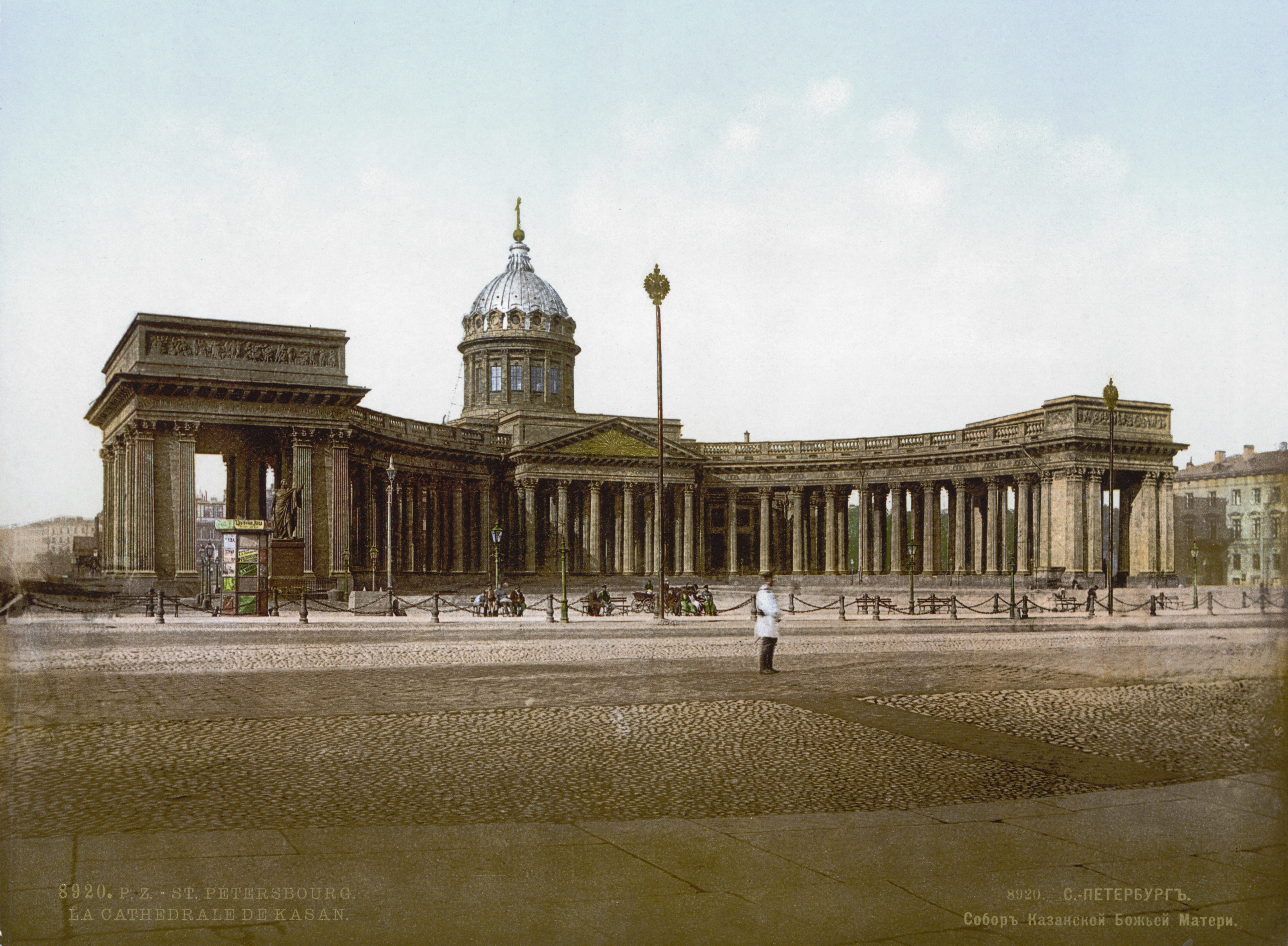
Impressió fotocromàtica de 1896

 La catedral de la Mare de Déu de Kazan és un dels cims de l'arquitectura neoclàssica i exemple de la síntesi d'arts.
El 1876 va tenir lloc davant de l'església la manifestació de Kazan, la primera manifestació política a Rússia. Més tard es va convertir en un punt central de les manifestacions estudiantils contra l’autocràcia tsarista, després de l’autoimmolació de Maria Viètrova el 1897. Després de la Revolució Russa de 1917, les autoritats van tancar la catedral (gener de 1932). El novembre de 1932 va reobrir com a Museu d'Història de la Religió i l'Ateisme, promarxista o, com va dir un escriptor contemporani, el museu antireligiós més gran de Leningrad, amb obres de cera de la Inquisició espanyola. Els serveis es van reprendre el 1992, i quatre anys més tard la catedral va ser retornada a l'Església Ortodoxa Russa. A data de 2017 funciona com a catedral mare de la metròpoli de Sant Petersburg.
Després de la Revolució Russa de 1917, la catedral va ser tancada. En 1932, va ser oberta de nou encara que com a «Museu de la Història de la religió i l'ateisme», en 1992 es va consagrar de nou com a catedral ortodoxa i quatre anys més tard en 1996, la catedral va ser retornada a l'Església ortodoxa russa.

## Arquitectura
La catedral de Kazan no ha estat l'única catedral de la ciutat de Sant Petersburg, ja que hi n'ha hagut altres anteriors com la catedral de Sant Pere i Sant Pau i la catedral de Sant Isaac. Tot i això, la catedral de Kazan és l'església catedral principal de la ciutat en ser la seu del bisbe ortodox de Sant Petersburg.
A l'interior de la catedral és on es troba la miraculosa icona de la Mare de Déu de Kazan, la qual és un símbol de la fe russa. Tot i això, hi ha per tota Rússia i l'estranger diversos temples i catedrals amb l'advocació de la Mare de Déu de Kazan.
L'interior de la catedral, amb les seves nombroses columnes, reflecteix la columnata exterior i recorda una sala palatina, ja que té 69 metres de llargada i 62 metres d'alçada. L'interior compta amb nombroses escultures i icones creades pels millors artistes russos de l'època. Una reixa de ferro forjat que separa la catedral d'una petita plaça que hi ha al darrere es cita de vegades com una de les millors mai construïdes.
Les voltes de canó dels braços de la nau central, del cor i del creuer s'estenen des de la cúpula central en forma de creu llatina. La base de volta està a l'alçada dels sostres. Sobre l'absis està esculpit un fris representa la entrada de Jesús a Jerusalem. L'àtic de l'edifici està rematat per un parapet (arquitectura) parapet i coronat per la cúpula sobre un tambor (tambor). Les pilastres d'aquest element es fan ressò a les files de columnes de l'interior.
Per combinar l'orientació est del cor, tradicionalment utilitzada a les esglésies cristianes, amb el desig imperial d'una orientació representativa cap a l'avinguda Nevski, Voronijin va col·locar l'eix d'entrada al costat nord. Aquí, les files quàdruples de columnes de les columnates tanquen el pati semicircular, més obert a l'exterior que a Roma, i acaben a l'avinguda Nevski en edificis de portes monumentals. D'aquesta manera, s'integra l'estructura arquitectònica amb l'espai públic. L'espai disponible va fer necessari truncar la columnata, que fa fins a 111 metres de llarg. En la seva forma actual, el pòrtic semicircular evoca la basílica de Sant Francesc de Paula, a Nàpols. Les tres entrades són pòrtics amb columnes estrictament clàssiques. Les ales de bronze de la porta nord són còpies de les Portes del Paradís de Lorenzo Ghiberti en el Baptisteri de Florència. Encara que es planejava situar una altra columnata al costat sud, a causa del cost es va desistir.
Les enormes portes de bronze de la catedral són una de les quatre còpies de les portes originals del Baptisteri de Florència, Itàlia, al Museu d'Art Nelson-Atkins de Kansas City, Estats Units, i al mateix Baptisteri de Florència).
La catedral de Kazan es considera el model de l'estil neoclàssic de la catedral de Hèlsinki, un dels monuments més emblemàtics de Hèlsinki, Finlàndia.

## Iconòstasi
Les portes reials de l’iconostasi central contenen 6 pintures, cadascuna de les quals representa un personatge bíblic diferent. La porta esquerra conté els retrats de Sant Lluc Evangelista, l'Arcàngel Gabriel i Sant Mateu Evangelista. La porta dreta representa Sant Marc Evangelista, la Mare de Déu i Sant Joan Evangelista. Van ser pintats per Vladimir Borovikovski.

Porta dreta
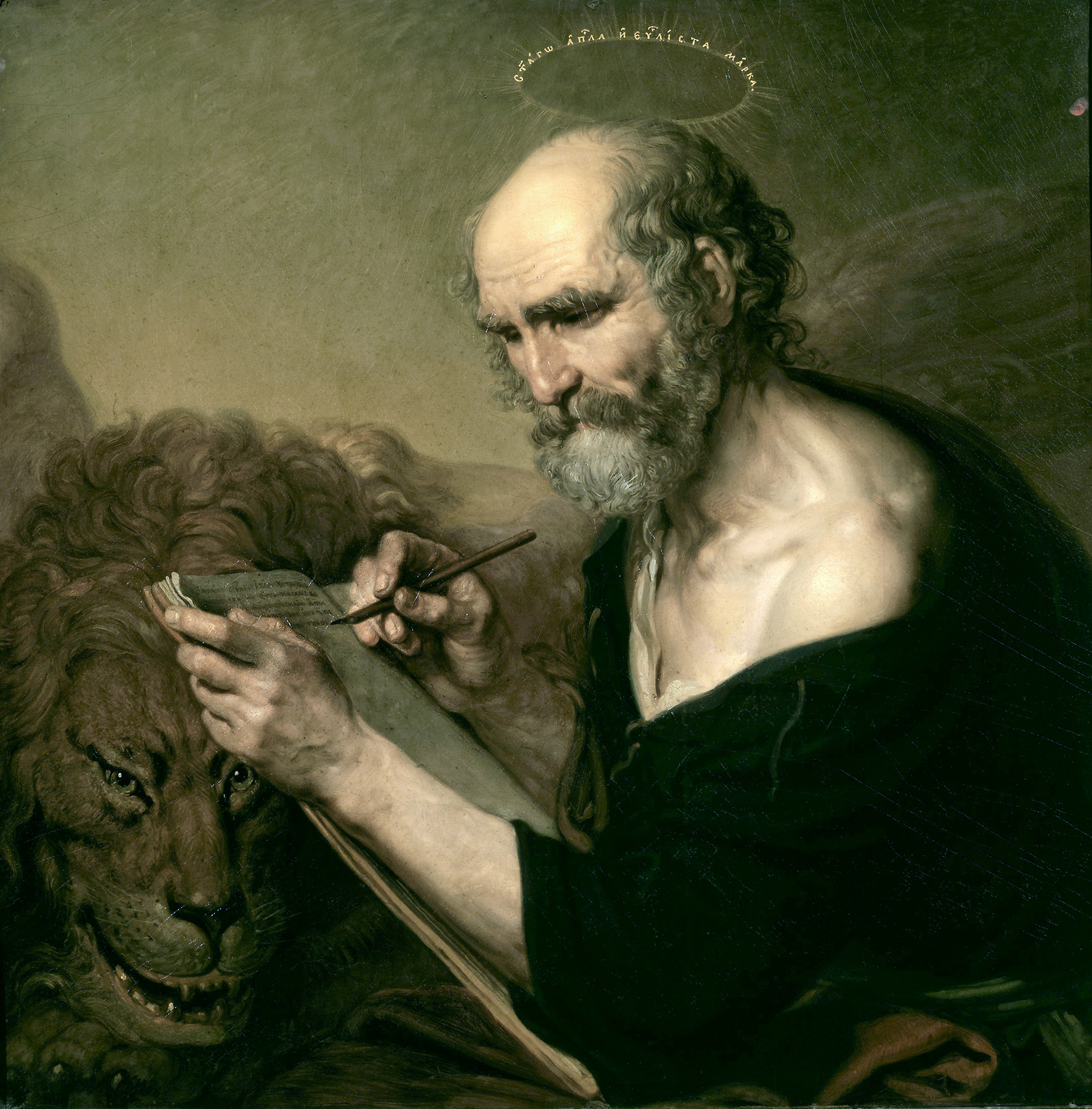
Sant Marc Evangelista
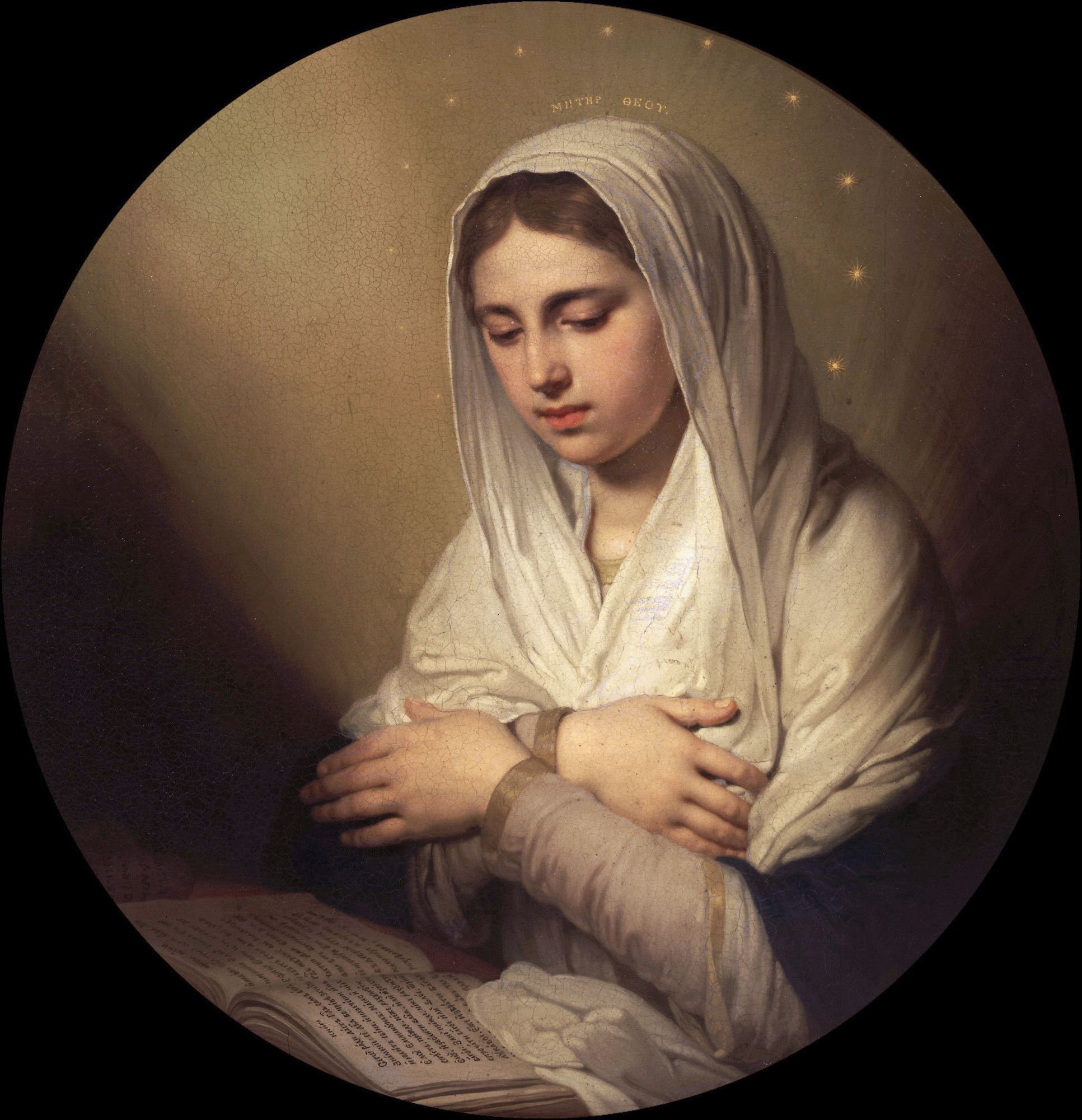
La Mare de Déu de l'Anunciació
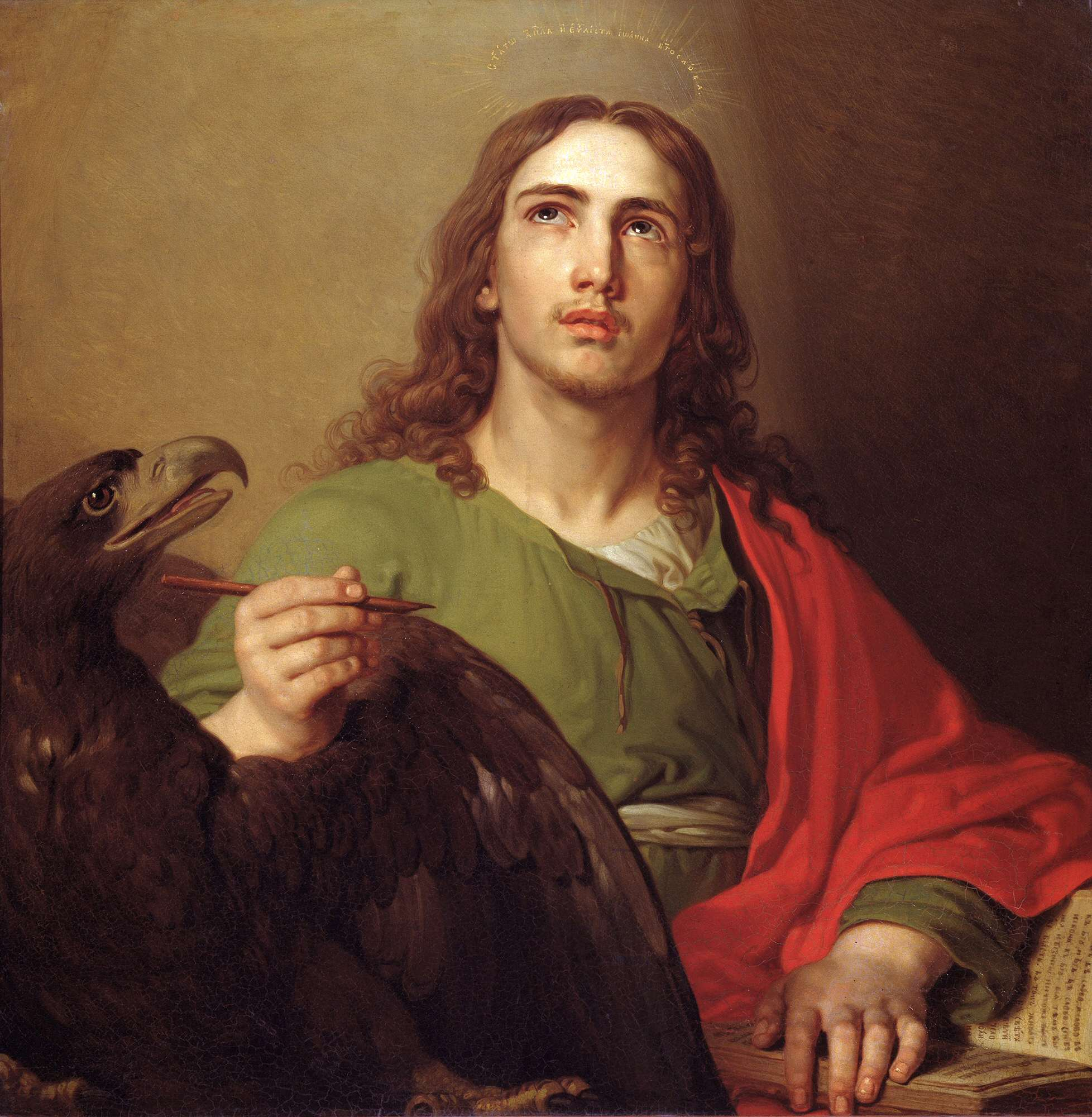
Sant Joan Evangelista

## Galeria

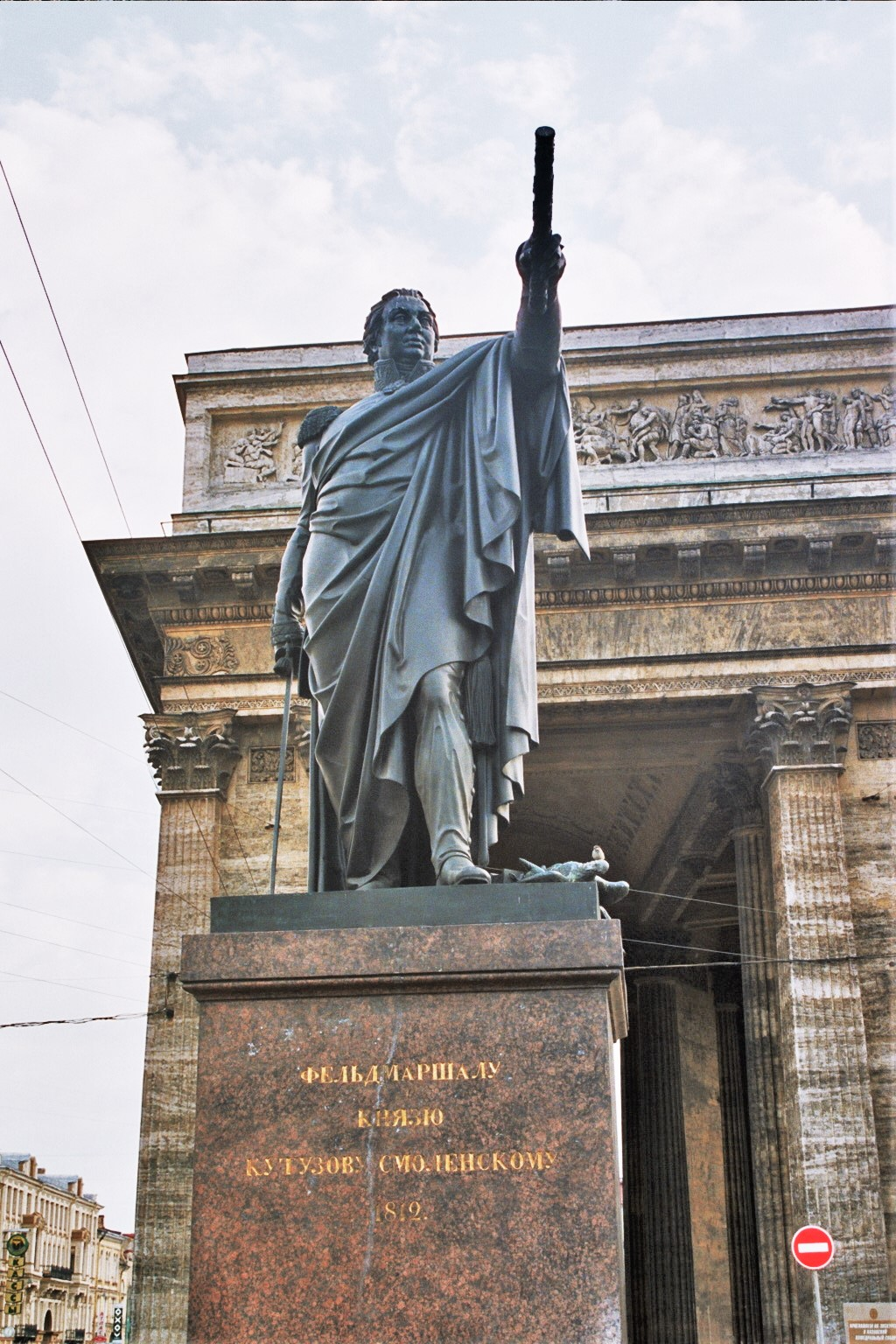
Estàtua de Mikhaïl Kutúzov
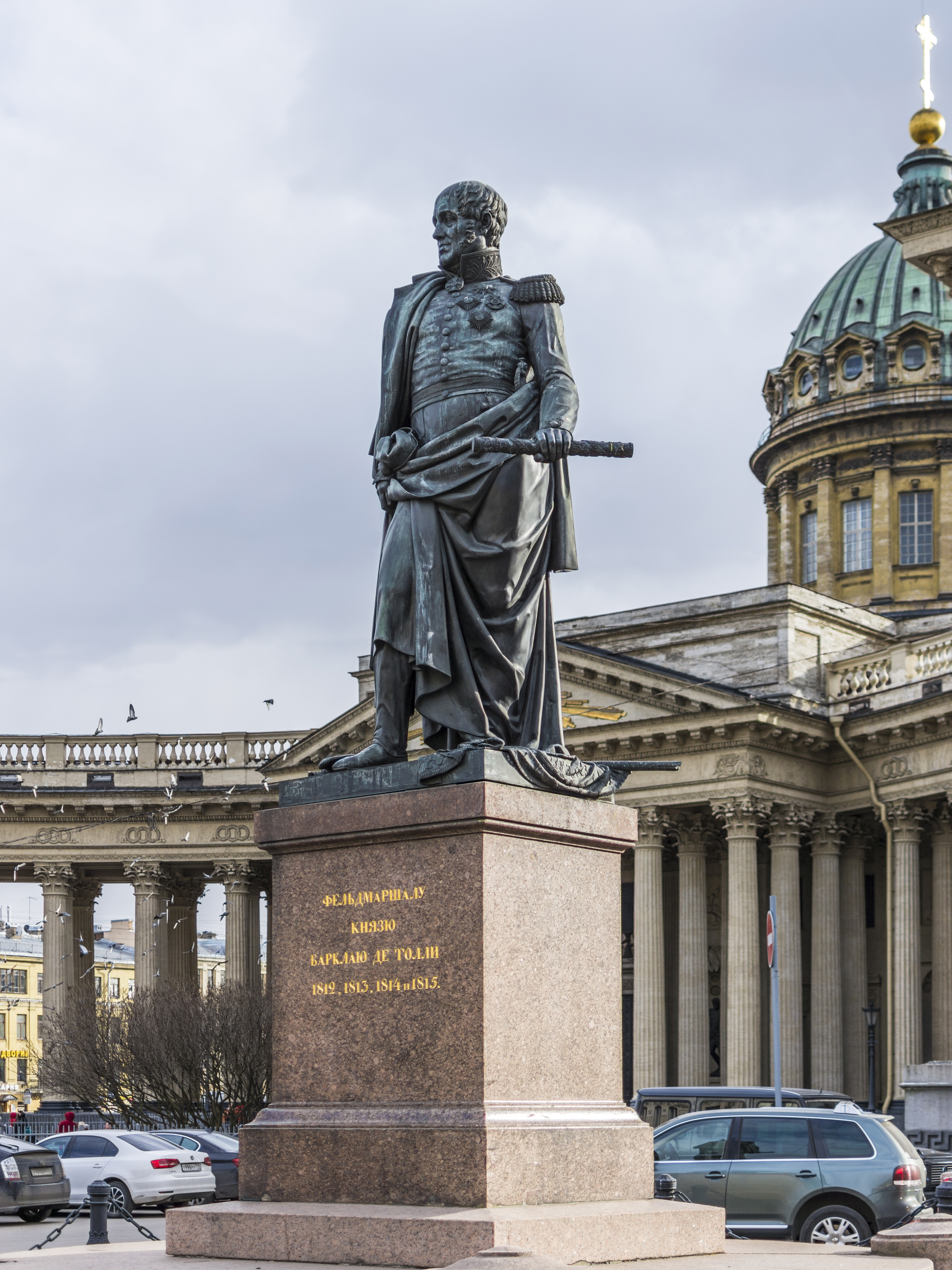
Estàtua de Barclay de Tolly
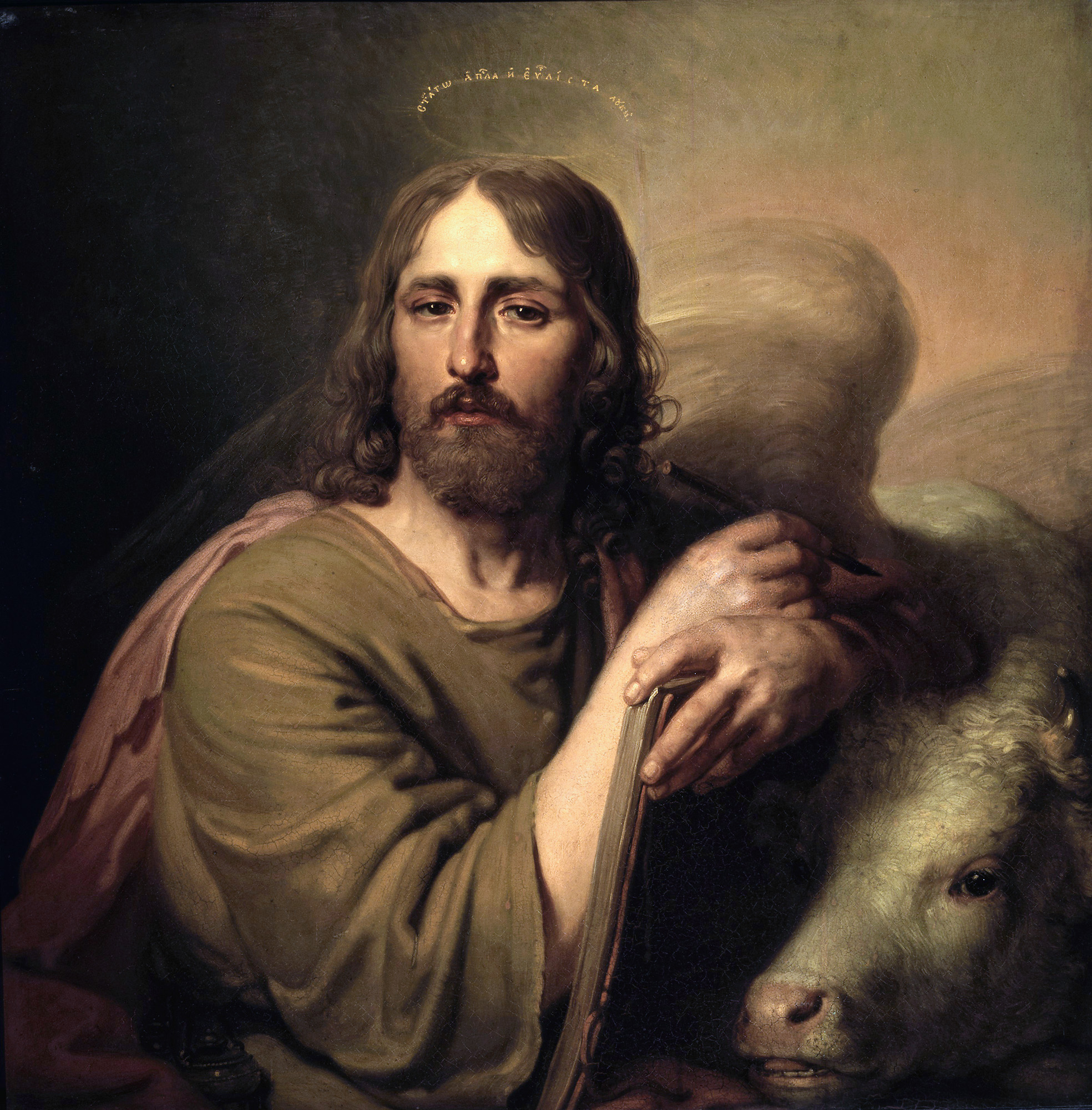
Sant Lluc Evangelista
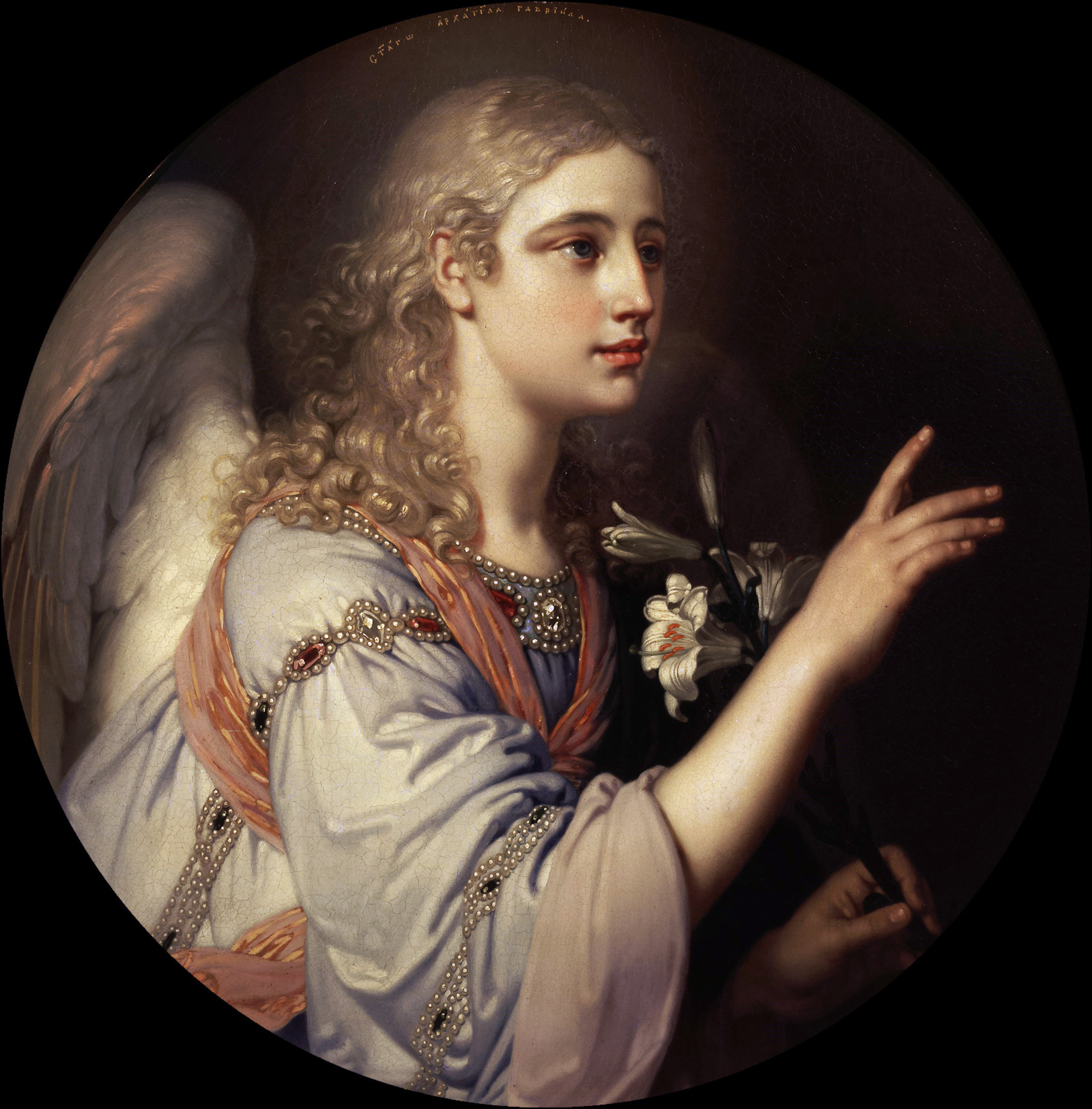
L’arcàngel Gabriel de l’Anunciació
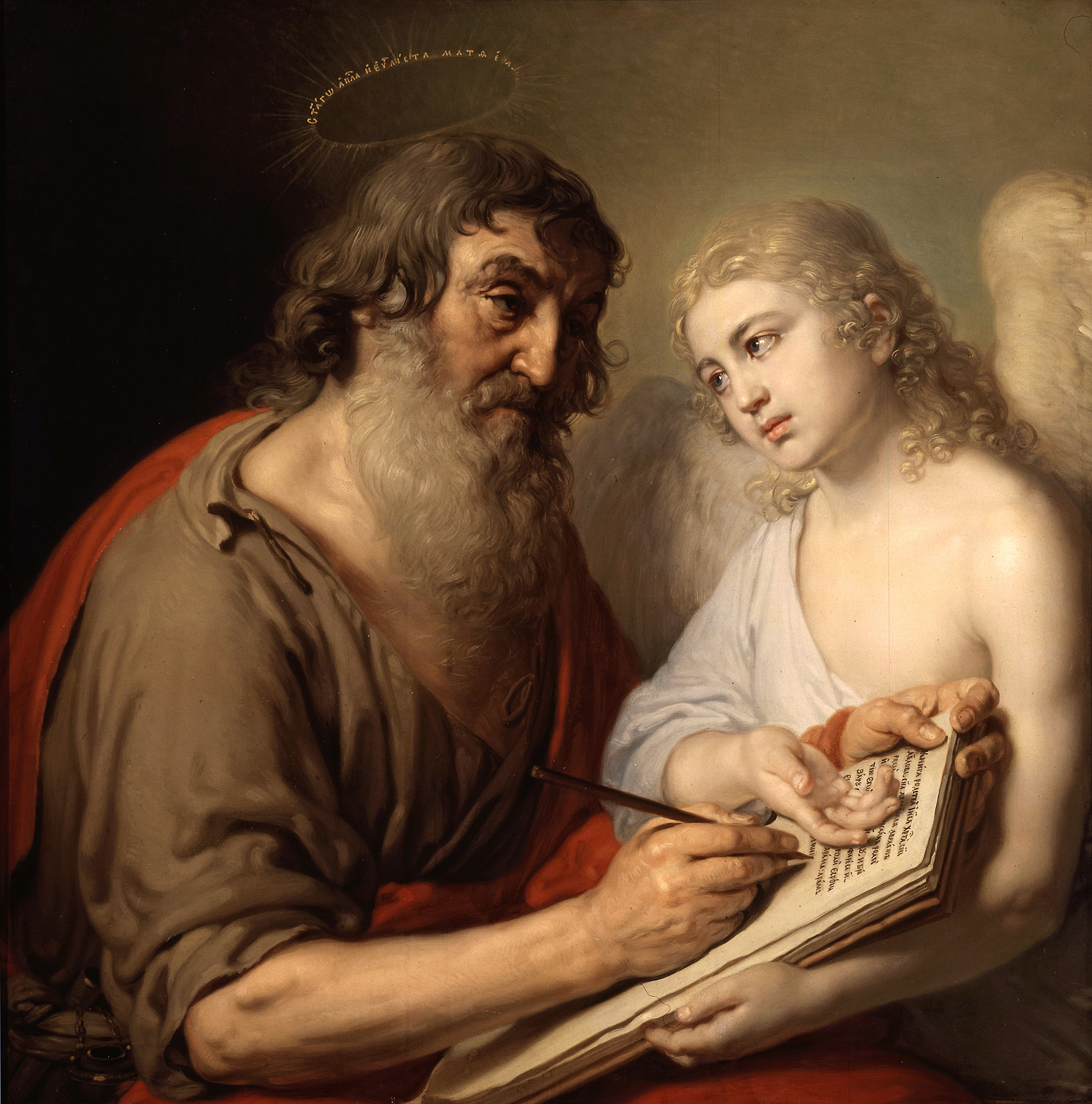
Sant Mateu Evangelista
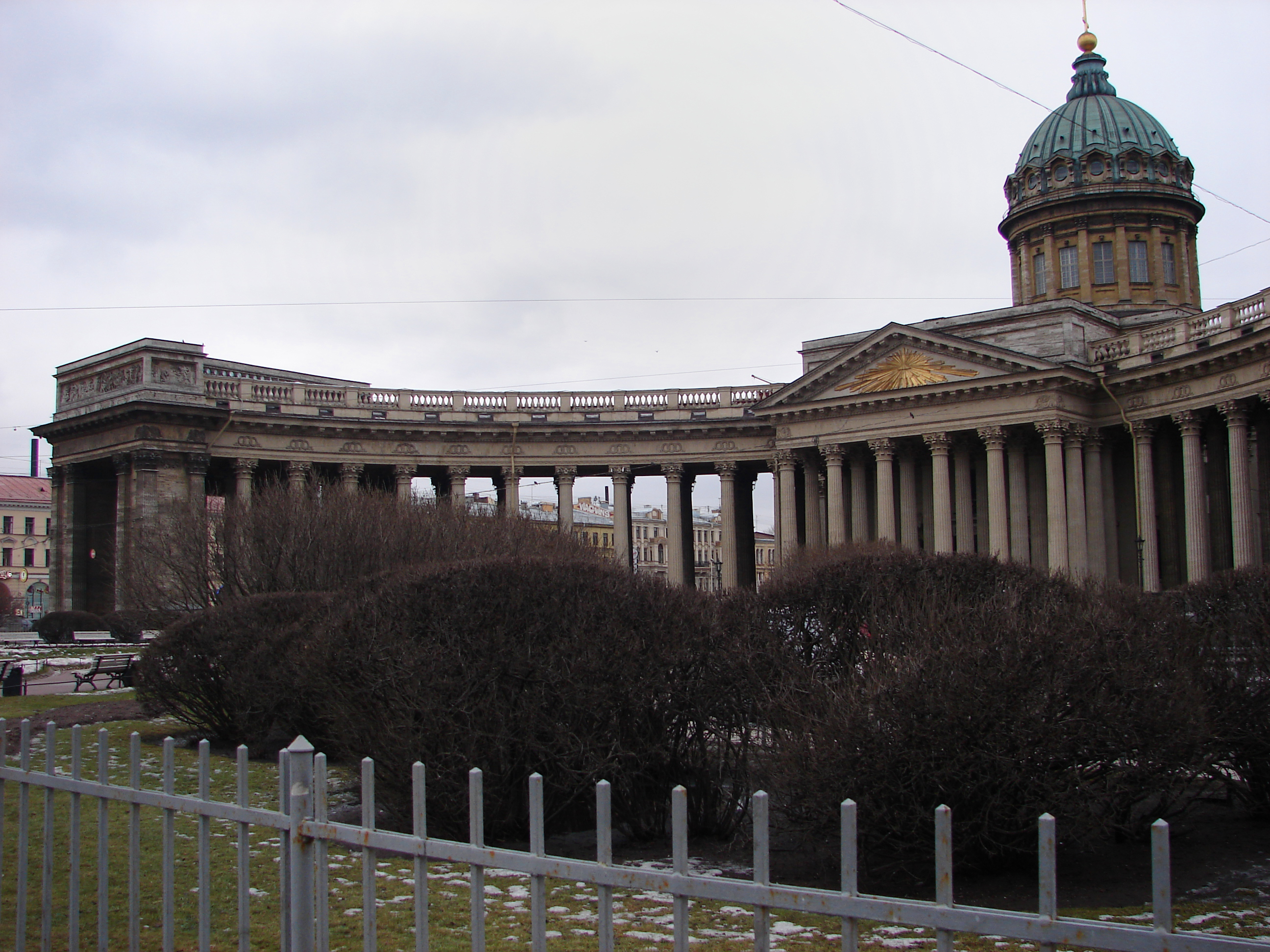
Exterior de la catedral de Kazan
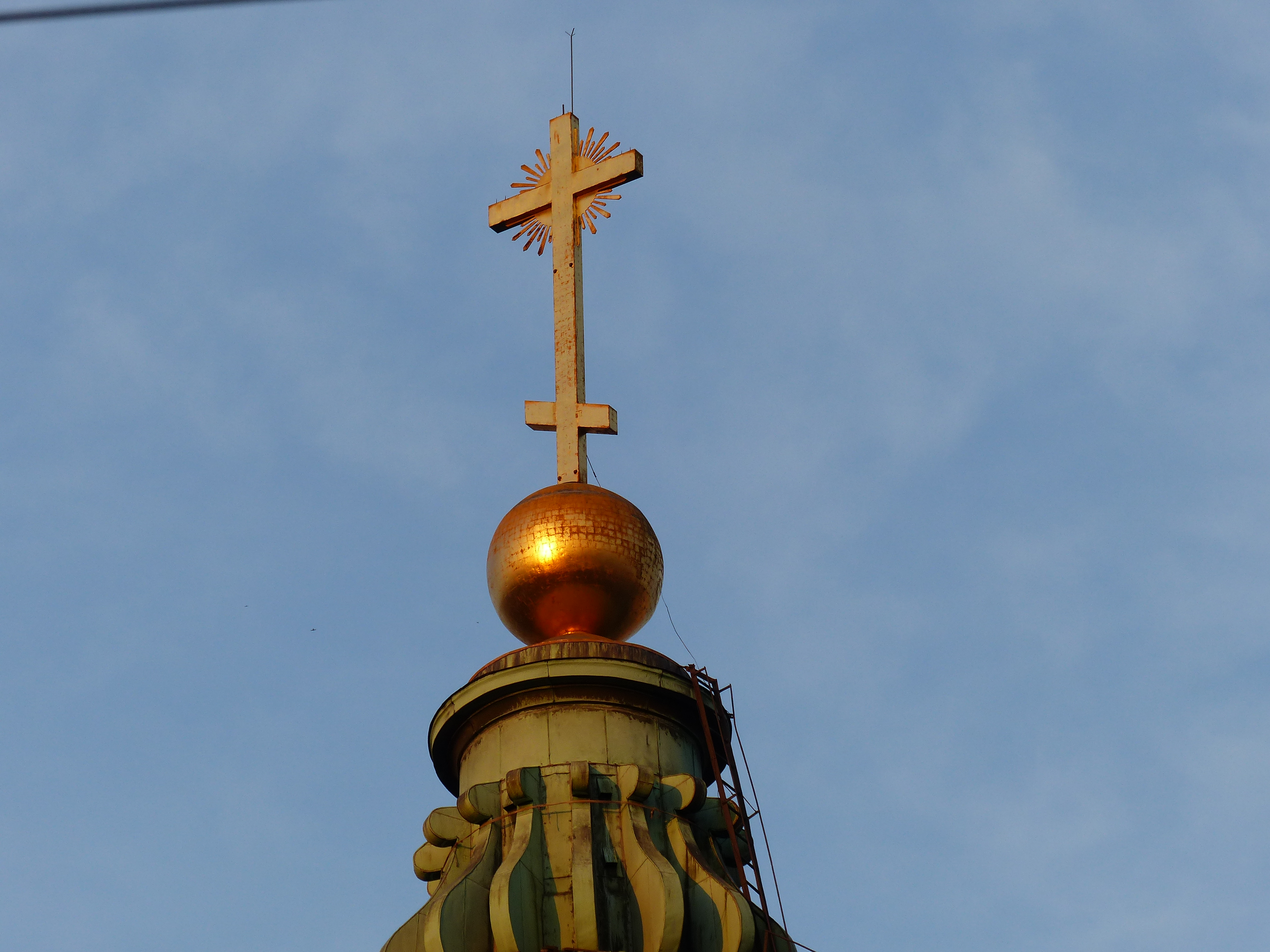
Detall de la creu
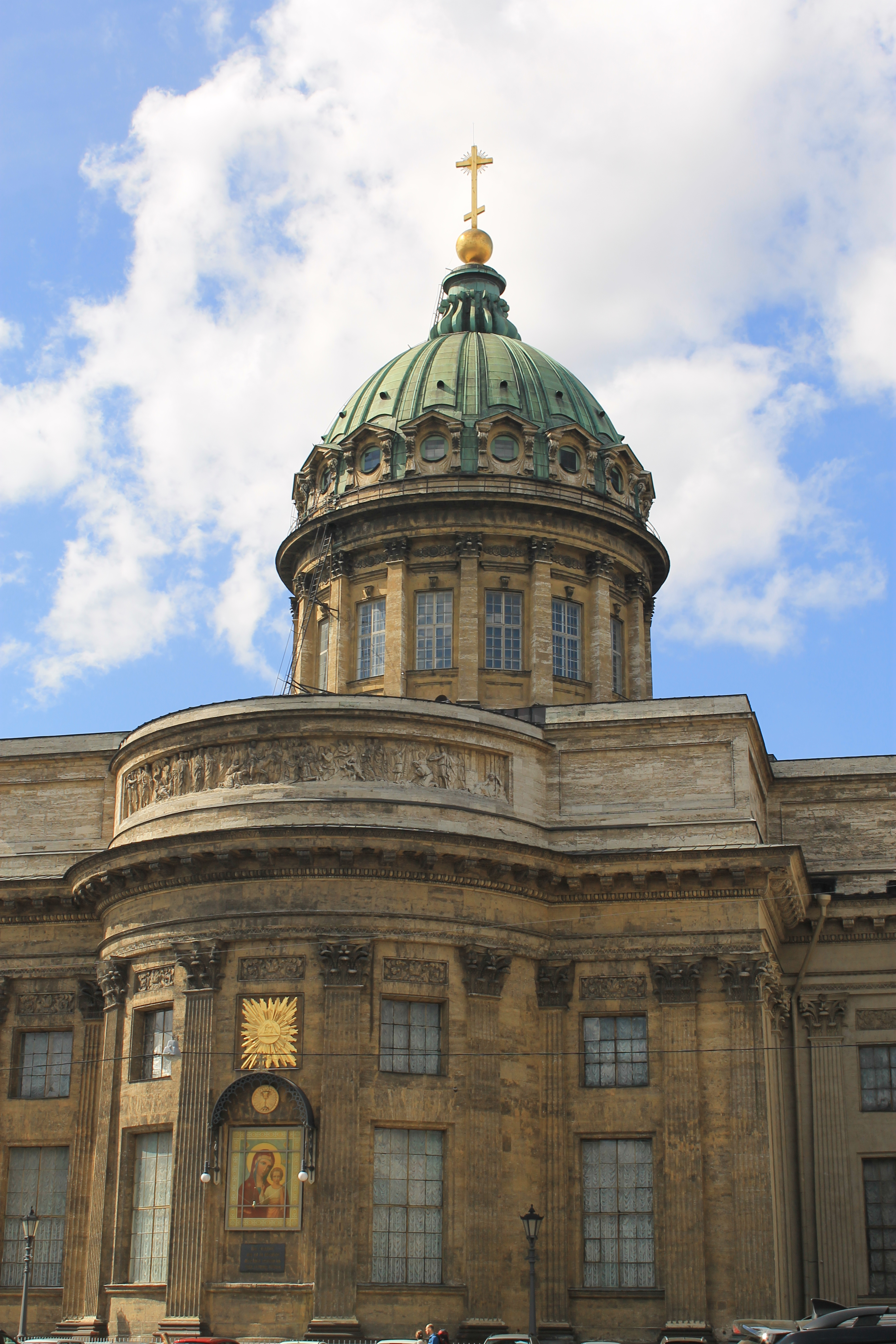
Vista lateral de la catedral
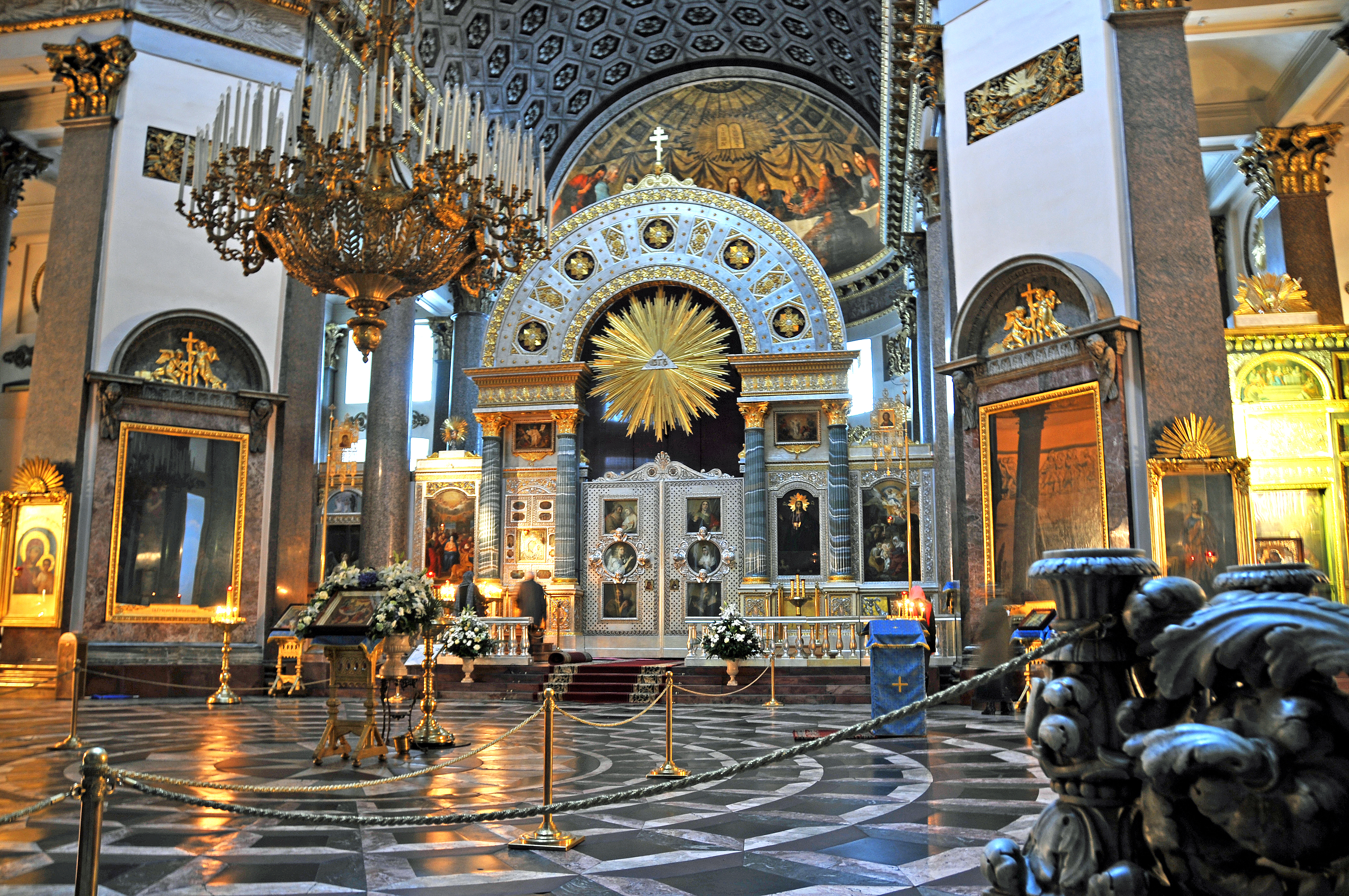
Vista principal de l'iconòstasi
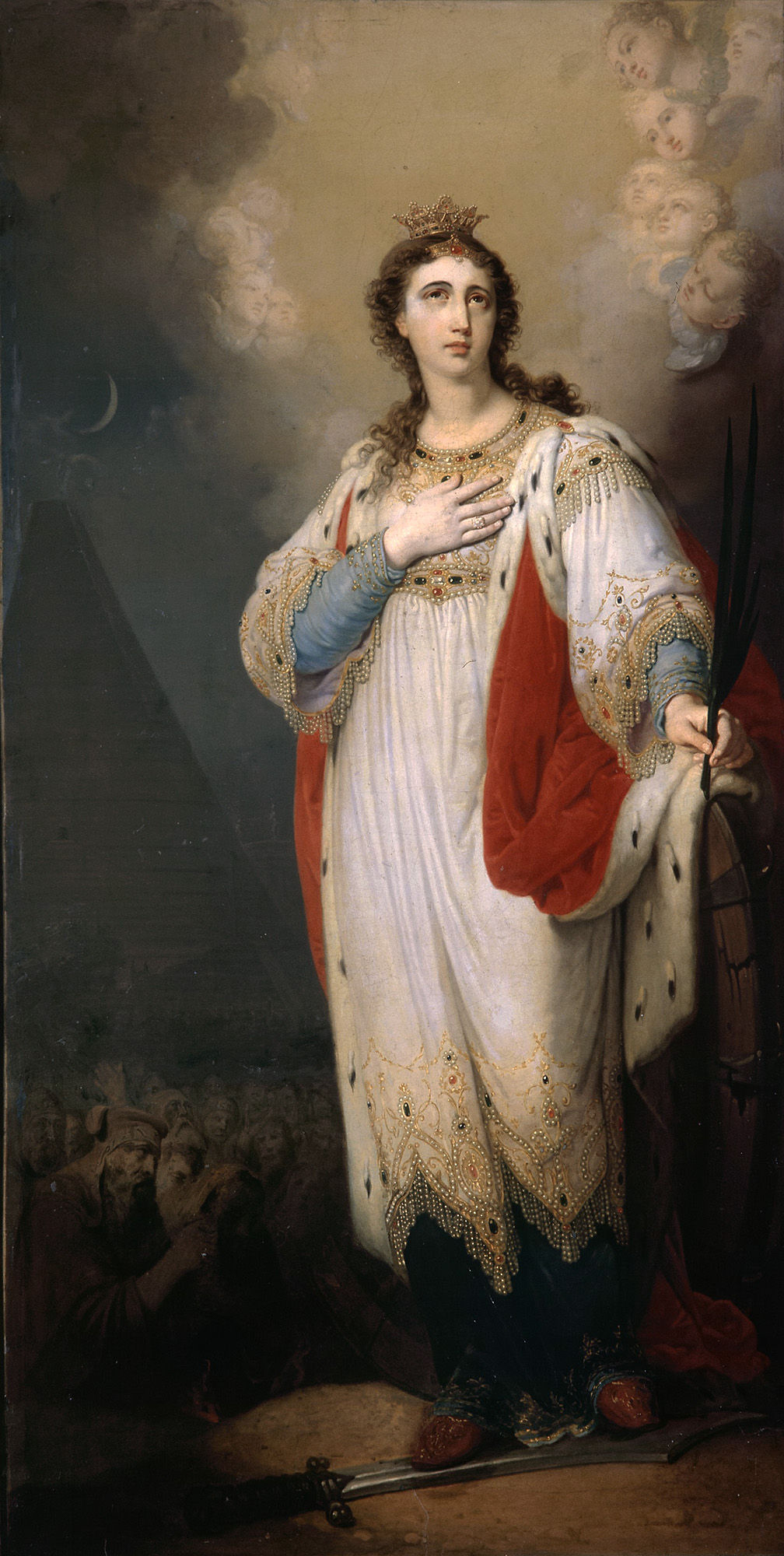
Santa Caterina d'Alexandria, de Vladimir Borovikovsky
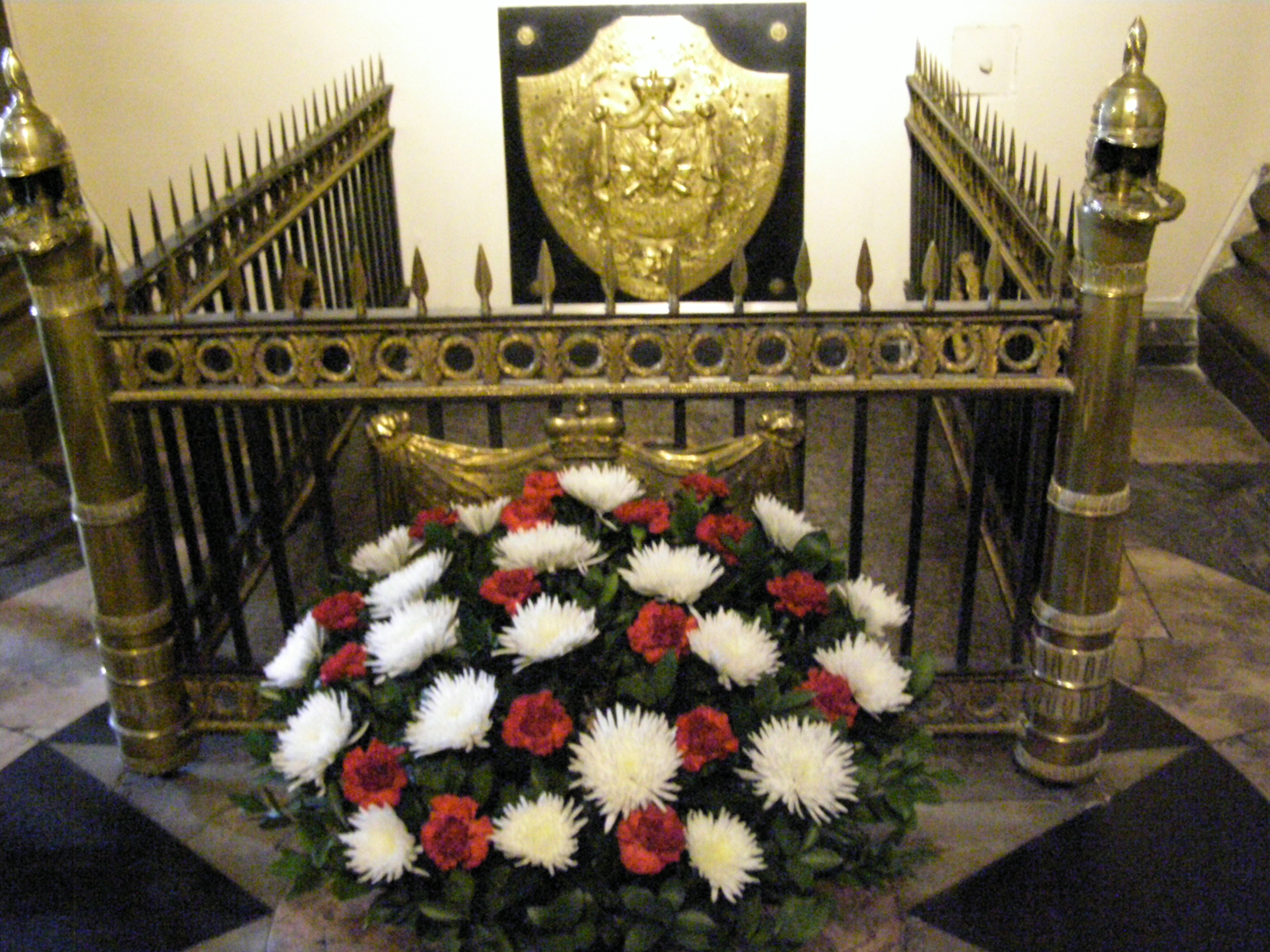
Tomba de Mikhaïl Kutúzov
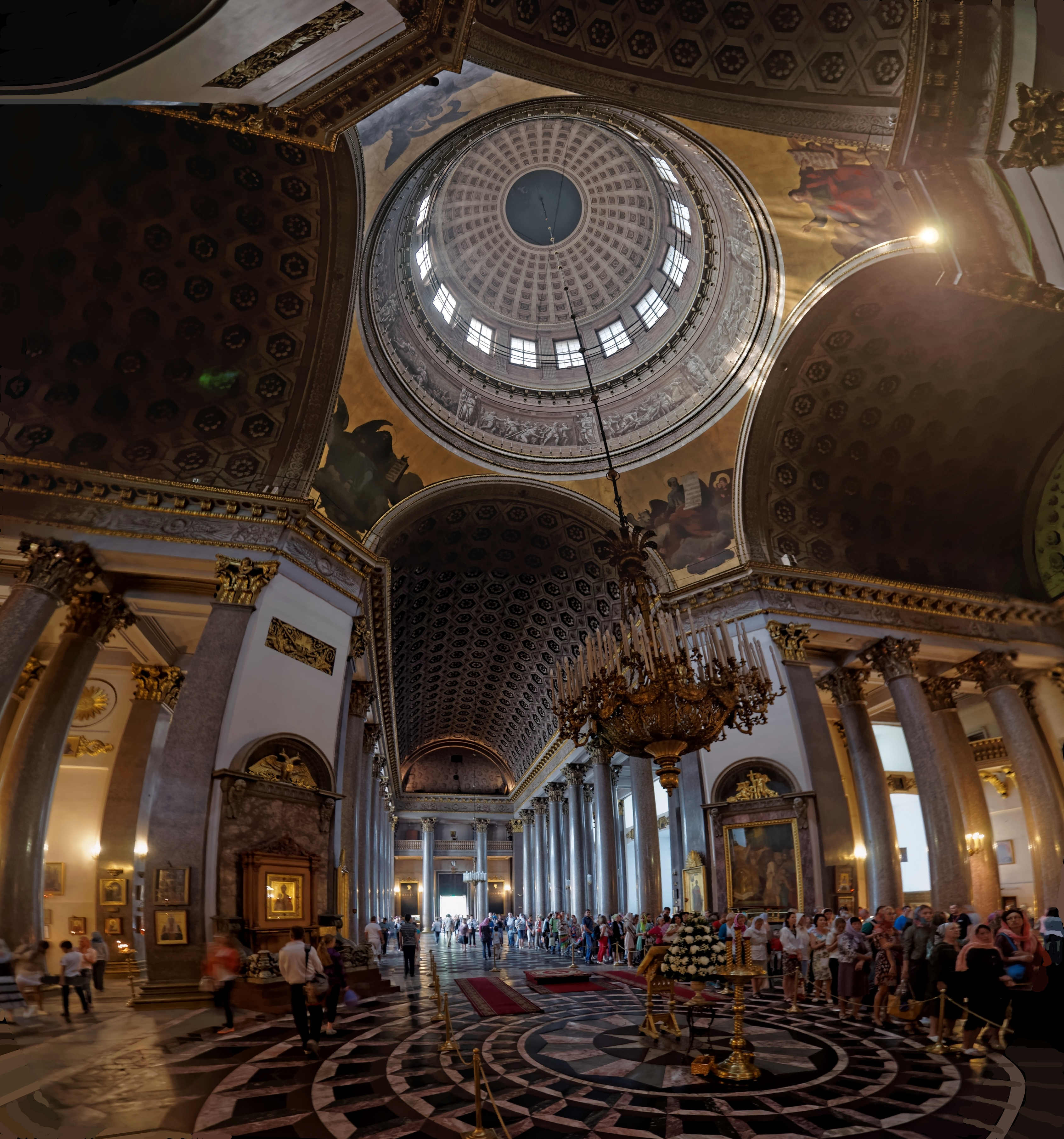
Cúpula principal